# Notropis percobromus
 Notropis percobromus és una espècie de peix cipriniforme de la família dels ciprínids que es troba al Canadà i els Estats Units.